# باوندیان
باوندیان دومین سلسله دیرپای تاریخ ایران پس از پادوسبانیان و خاندانی ایرانی از پادشاهان تبرستان بودند که در حدود ۷۰۰ سال، بیشتر در مناطق کوهستانی تبرستان به خصوص سوادکوه، فرمان راندند. در طول این زمان، باوندیان سه بار فروپاشیدند. قلمرو آنان در تبرستان، از شمال به دریای مازندران، از غرب تا گیلان و در شرق تا استرآباد، شامل شهرهای آمل، سارویه (ساری)، مهروان و آبسکون بوده ولی این تقسیم‌بندی در طول تاریخ دگرگون شده است.
شاهان باوندی با نام‌های «اسپهبد» و «ملک الجبال» شناخته می‌شدند. نام این خاندان برگرفته از لقب بنیانگذار این دودمان، باو پسر شاپور پسر کاووس یکی از شاهزادگان ساسانی است که در خدمت پادشاهان ساسانیان بوده است. باوندیان اغلب حکومتی مستقل بودند ولی گاهی تحت پیروی خلفا و سلاطین معاصرشان نیز قرار گرفتند.

## پیش‌زمینه
پس از مرگ پیروز، که از شاهنشاهان ساسانیان بود، دو پسر وی با اسامی: جاماسب و قباد بر سر تخت پدر به اختلاف رسیدند.
ابتدا برادرش که بلاش نام داشت حکومت را به دست گرفت ولی نتوانست بیش از چهار سال توان بیاورد. سپس قباد با ارتش هیتالیان پایتخت را تصرف کرد و حکومت را بدست گرفت؛ ولی پس از مدتی بزرگ‌ترین فرمانده آن زمان و حامی اصلی‌اش را، که سوخرا نام داشت، به قتل رساند. بدین ترتیب عده‌ای از بزرگان دربار با کمک جاماسب (پسر دوم پیروز) قباد را زندانی کردند و بر اریکه قدرت نشستند.
قباد نیز کمی بعد به کمک دوستانش آزاد شد و به نزد هپتالیان گریخت. سپس با ارتش هیتالیان به ایران هجوم آورد. جاماسب که تاب مقاومت نداشت، در برابر برادر کوچکش تسلیم شد و پس از برتخت نشستن قباد به سوی گیلان و ارمنستان گریخت و پسرانش در آنجا حکومت گاوباریان و پادوسبانیان را ساختند.
در زمان پادشاهی قباد شخصی به نام مزدک ادعای پیامبری کرد و اکثر بزرگان به کیش وی درآمدند. با توجه به این احوال قباد نیز اعلام کرد که مزدک را پذیرفته‌است، ولی در قلب هنوز هم به زرتشت عشق می‌ورزید و این را از دیگران مخفی می‌کرد؛ ولی این واقعیت مدتی بعد فاش شد بدین گونه که؛ قباد سه فرزند داشت که بدین ترتیب بودند:
1. کیوس: وی از مبلغان و شیفتگان مزدک بود و دین مزدک را قبول کرده بود.
2. ژم: وی از خردسالی نابینا بود.
3. انوشیروان: وی نیز دین زرتشت را رها نکرده بود و از خرد بالایی برخوردار بود.

قباد با اینکه کیوس فرزند نخست بود به خاطر اینکه از مزدک نفرت داشت، کیوس را ولیعهد ننمود و فرزند دوم خود را نیز به علت کوری سزاوار پادشاهی ندانست، بنابراین حکومت پس از خود را به انوشیروان سپرد.

## تأسیس
بدین ترتیب کیوس به طبرستان رفت و گوشه‌نشین شد. فرزند وی فیروز نام داشت و نوه‌اش را باو بود. باو در زمان خسرو پرویز همراه وی در جنگ با ارتش روم شرکت کرد و پس از پایان جنگ خسرو پرویز، که دلاوری‌های باو را دیده بود، وی را شاه آذربایجان نامید؛ ولی پس از قتل خسرو پرویز توسط پسرش، شیرویه، باو به جرم وفاداری به خسروپرویز به زندان افتاد.
پس از مدت کوتاهی خواهر شیرویه که آزرمی دخت نام داشت با کشتن برادرش شهبانوی ایران شد و زندانیان، که باو در بین آنان بود، را آزاد کرد. سپس به باو پیشنهاد فرماندهی ارتش ایران راداد ولی باو که از پادشاهی زنان خوشش نمی‌آمد قبول نکرد و در آتشکده ای گوشه‌گیر شد. او پس از به حکومت رسیدن یزدگرد سوم دوباره به مقامات بالا رسید.
با هجوم اعراب به ایران، یزدگرد سوم قصد کرد تا بگریزد و باو نیز به همراه یزدگرد راهی شد ولی در راه باو به دلیل زیارت آتشکده کوسان، که کاووس آن را بنا نهاده بود، از یزدگرد جداشد و تصمیم بر این شد تا همدیگر را در گرگان ملاقات کنند. زرپس از این که باو به زیارت آتشکده کوسان رفت، خبر مرگ یزدگرد به طبرستان نیز رسید بنابراین باو که خود را مقصر و دخیل در مرگ پادشاه جوان می‌دانست، موی سر خود را تراشید سپس گوشه‌نشین شد و مشغول خدمت به آتشکده گردید.
بیست و چهار سال‌بعد، همزمان با حکومت فرخان بزرگ در گیلان و دیلم در سنه ۶۵۵ میلادی، ترک‌هایی که هنوز زندگی قبیله‌ای داشتند، از سمت گرگان به طبرستان حمله نمودند. پس از مدتی مردم این دیار از باو خواهش کردند تا رهبری مردمان را بدست بگیرد و به ترکان متجاوز هجوم برد؛ ولی باو قبول نکرد. اما با دعوت مصرانه مردم بالاخره راضی شد تا پادشاه قسمت‌های شرقی مازندران گردد به شرط آن که:
تمام مردان، زنان از کوچک تا بزرگ که در طبرستان زندگی می‌کنند همه باید سوگند وفاداری بخورند که باو را به رهبری انتخاب کرده‌اند و حاضرند جانشان را برای وی تسلیم کنند.
پس از اینکه مردم از باو اعلام حمایت کردند، باو با ارتشی که تشکیل داده بود به سوی ترکان حمله‌ور شد و تا زمان مرگش درگیر مسائلی همچون پیکار با ترک‌ها یا دیگر دشمنان بود.

## حکومت
از جمله سلالهٔ محلّی که در زمان خلفای عباسی، هنوز حکومت‌های محدود و منطقه‌ای خود را حفظ کرده بودند، خاندان باوند بود که در این ایام، در فرمانروایان باوندی لقب اسپهبد داشتند و گاهی نیز ملوک‌الجبال خوانده می‌شدند و این به این دلیل است که گاهی با آنکه سیطره خود را در دشت‌ها از دست می‌دادند ولی قدرت خود را در در نواحی کوهستانی نگهداری می‌کردند. سه شاخه این سلسله شامل: کیوسیان، اسپهبدان و کینخواریان است.
هر چند فرمانروایان این خاندان، بعدها برای حفظ قدرت موروثی خویش، ناچار به قبول آیین خلفا و اظهار اطاعت نسبت به آن‌ها شدند ولی تختگاه آن‌ها در جبال طبرستان تا مدت‌ها بعد همچنان کانون تشعشع روح ایرانی باقی‌ماند. از دوران خلافت مأمون هم، در حالی که، سالانه مبلغی به عنوان مال صلح به عباسیان می‌دادند، آیین پدران خود را حفظ کردند. با آن که شورش مازیار در طبرستان، ادامه حکومت آن‌ها را برای مدتی قطع کرد، اما در مدت زمان قیام علویان طبرستان، قدرت آن‌ها همچنان باقی بود و تا روی کار آمدن آل زیار نیز، این امر در همان تیره قدیم ادامه داشت. این سلسله تا پیش از روی‌کار آمدن صفویان می‌زیست تا در آن زمان توسط چلاویان نابود شد.

## شاخه‌ها
سلسلهٔ آل باوند از آغاز تا زوال به سه شاخه تقسیم می‌شود:

### کیوسیه

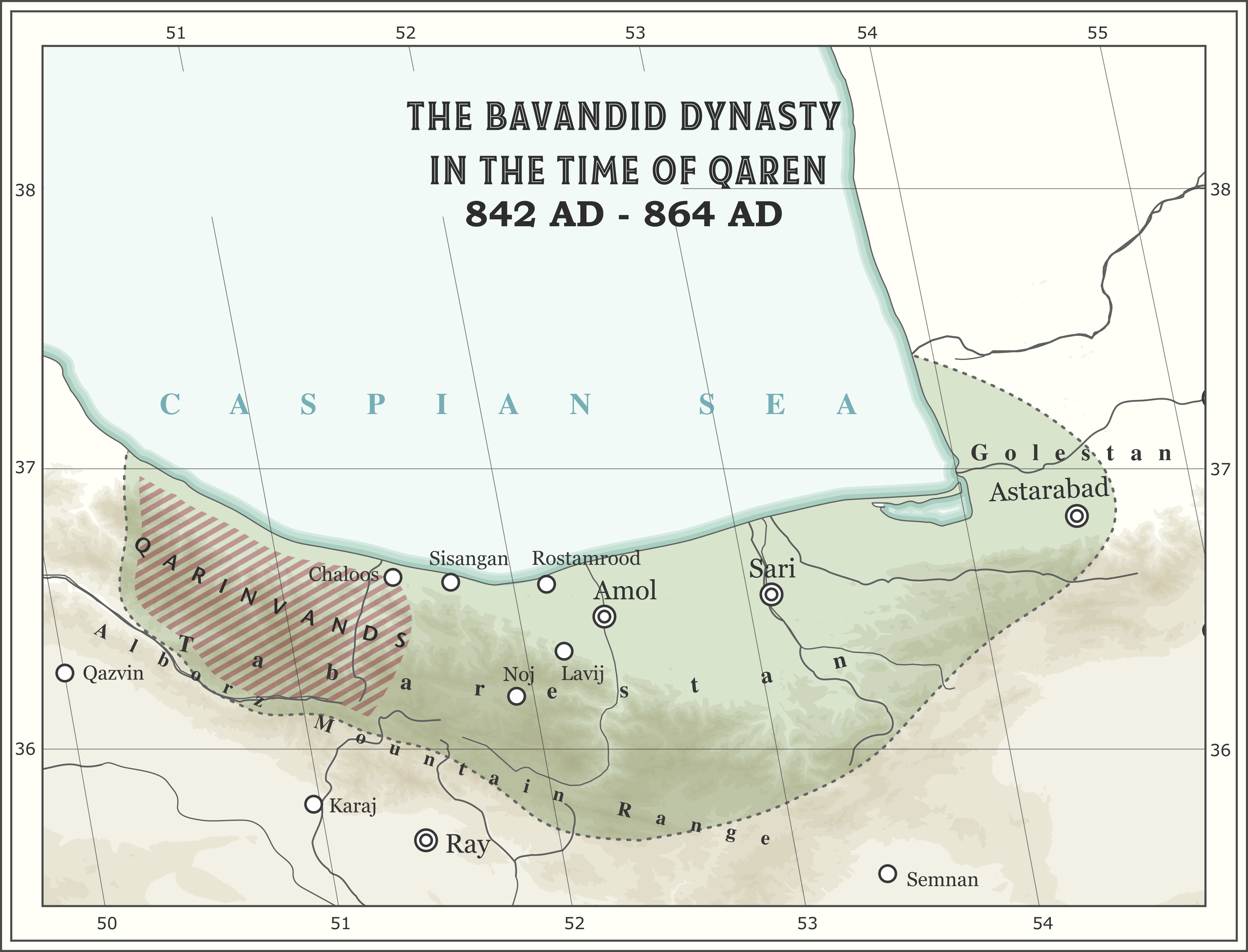
قلمرو باوندی در زمان اسپهبد کارن یکم

که منسوب به کیوس برادر انوشیروان بودند. او که مردی با صلابت، شجاع و بسیار بخشنده بود اهل ولایات با او آرام گرفتند و کیوس، به پشتیبانی ایشان، جمله خراسان از ترکان خالی کرد. سلطنت و حکومت کیوس و فرزندان او از سال ۴۵ هجری تا ۳۹۷ در ناحیه سوادکوه طول کشید.

### اسپهبدیه
که فرمانروایان آنان در طبرستان و دیلم و گیلان و ری و قومس و گرگان و داهستان حکومت داشتند و شهر ساری پایتخت ایشان بود. پیدایی این سلسله مربوط به سال‌هایی است که خاندان علویان طبرستان منقرض شده بود. اسپهبدان این خاندان میان ۴۶۶ تا ۶۰۶ حکومت داشتند و با حمله مغول به افول گراییدند. مشهورترین حاکم این شاخه شاه غازی رستم بوده‌است. به گفته ابن اسفندیار اسپهبد رستم شاه غازی دارای عناوینی چون «اسپهبد کبیر» و «عادل» بود. او از جاجرم خراسان، گرگان، بسطام و دامغان تا حد مغان را در تصرف خود داشت و صاحب گنجینه‌ها و نفایس بسیار بود.

### کینخواریه
بدون حکومت ماندن طبرستان پس از حمله مغولان، موجب شد مردم حسام‌الدوله اردشیر ملقب به کینخوار را به عنوان حاکم بخشی از طبرستان برگزینند. پایتخت کینخواریه به شهر آمل منتقل شد و این شاخه از باوندیان از سال ۶۳۵ تا ۷۵۰ هجری قمری بر طبرستان حکومت داشتند. ابتدا مغولان در حکومتشان دخالت می‌کردند. آنان پس از سلطنت حسن دوم، توسط کیا افراسیاب چلاوی منقرض شدند.

## شاهان

### شاخه کیوسیه
- باو
- فرخزاد (۶۵۵-۶۵۱)
- ولاش (۶۷۳-۶۵۵)
- سهراب یکم (۷۱۷-۶۷۳)
- مهرمردان (۷۵۵-۷۱۷)
- سهراب دوم (۷۷۲-۷۵۵)
- شروین یکم (۸۱۷-۷۷۲)
- شهریار یکم (۸۲۵-۸۱۷)
- شاپور (۸۲۵)
- مازیار (۸۳۹-۸۲۵)
- کارن یکم (۸۶۷-۸۳۹)
- رستم یکم (۸۹۵-۸۶۷)
- شروین دوم (۹۳۰-۸۹۶)
- شهریار دوم (۹۶۴-۹۳۰)
- دارا
- رستم دوم (۹۷۹-۹۶۴)
- مرزبان دوره اول (۹۸۶-۹۷۹) دوره دوم (۹۹۸-۹۸۷) دوره سوم (۱۰۰۶-۹۹۸)
- شروین سوم (۹۸۶)
- شهریار سوم دوره اول (۹۸۷-۹۸۶) دوره دوم (۹۹۸)
- جعفر (۱۰۲۷-؟؟؟)
- کارن دوم (۱۰۷۴-۱۰۵۷)

### شاخه اسپهبدیه
- شهریار چهارم (۱۱۱۴-۱۰۷۴)
- کارن سوم (۱۱۱۷-۱۱۱۴)
- رستم سوم (۱۱۱۸-۱۱۱۷)
- علی یکم (۱۱۴۲-۱۱۱۸)
- رستم چهارم (۱۱۶۵-۱۱۴۲)
- حسن یکم (۱۱۷۳-۱۱۶۵)
- اردشیر یکم (۱۲۰۵-۱۱۷۳)
- رستم پنجم (۱۲۱۰-۱۲۰۵)

### شاخه کینخواریه
- اردشیر دوم (۱۲۴۹-۱۲۳۸)
- محمد (۱۲۷۱-۱۲۴۹)
- علی دوم (۱۲۷۱)
- یزدگرد (۱۳۰۰-۱۲۷۱)
- شهریار پنجم (۱۳۱۰-۱۳۰۰)
- کیخسرو (۱۳۲۸-۱۳۱۰)
- شرف‌الملوک (۱۳۳۴-۱۳۲۸)
- حسن دوم (۱۳۴۹-۱۳۳۴)

## سالشمار
به صورت کلیک‌خور